# Cynometra sphaerocarpa
Cynometra sphaerocarpa är en ärtväxtart som beskrevs av Henri François Pittier. Cynometra sphaerocarpa ingår i släktet Cynometra, och familjen ärtväxter. Inga underarter finns listade i Catalogue of Life.